# Attende, Domine
El Attende, Domine ("Escucha, Señor") es un himno litúrgico cristiano de carácter penitencial utilizado en el tiempo de Cuaresma. 

## Composición
El texto del himno se atribuye a la tradición mozárabe para el tiempo de Cuaresma del siglo X. Otros autores señalan que un himno con tales palabras no ha podido ser encontrado en los manuscritos o impresos de libros mozárabes conocidos.
En el siglo XIX se creó el canto llano para el himno, incluyendo un refrán que se repite entre varios versos más largos: Attende Domine, et miserere, quia peccavimus tibi ("Escucha, Señor, y ten piedad, porque hemos pecado contra ti").

## Texto

### Latín
℟. Attende, Domine, et miserere, quia peccavimus tibi.
1. Ad te Rex summe, omnium redemptor, oculos nostros sublevamus flentes: exaudi, Christe, supplicantum preces. ℟.
2. Dextera Patris, lapis angularis, via salutis, ianua caelestis, ablue nostri maculas delicti. ℟.
3. Rogamus, Deus, tuam maiestatem: auribus sacris gemitus exaudi: crimina nostra placidus indulge. ℟.
4. Tibi fatemur crimina admissa: contrito corde pandimus occulta: tua Redemptor, pietas ignoscat. ℟.
5. Innocens captus, nec repugnans ductus, testibus falsis pro impiis damnatus: quos redemisti, tu conserva, Christe. ℟.